# Гарфилд (округ, Монтана)
Округ Гарфилд (англ. Garfield County) располагается в штате Монтана, США. Официально образован в 1919 году. По состоянию на 2010 год, численность населения составляла 1206 человека.

## География
По данным Бюро переписи США, общая площадь округа равняется 12 556,333 км2, из которых 12 090,132 км2 суша и 179,000 км2 или 3,700 % это водоёмы.

## Население
По данным переписи населения 2000 года в округе проживает 1279 жителей в составе 532 домашних хозяйств и 366 семей. Плотность населения составляет 1,00 человек на км2. На территории округа насчитывается 961 жилых строений, при плотности застройки около 1,00-го строения на км2. Расовый состав населения: белые — 99,14 %, афроамериканцы — 0,08 %, коренные американцы (индейцы) — 0,39 %, азиаты — 0,08 %, гавайцы — 0,08 %, представители двух или более рас — 0,23 %. Испаноязычные составляли 0,39 % населения независимо от расы.
В составе 28,80 % из общего числа домашних хозяйств проживают дети в возрасте до 18 лет, 60,30 % домашних хозяйств представляют собой супружеские пары проживающие вместе, 4,50 % домашних хозяйств представляют собой одиноких женщин без супруга, 31,20 % домашних хозяйств не имеют отношения к семьям, 28,20 % домашних хозяйств состоят из одного человека, 13,50 % домашних хозяйств состоят из престарелых (65 лет и старше), проживающих в одиночестве. Средний размер домашнего хозяйства составляет 2,38 человека, и средний размер семьи 2,93 человека.
Возрастной состав округа: 24,50 % моложе 18 лет, 7,10 % от 18 до 24, 23,30 % от 25 до 44, 25,80 % от 45 до 64 и 25,80 % от 65 и старше. Средний возраст жителя округа 42 лет. На каждые 100 женщин приходится 106,60 мужчин. На каждые 100 женщин старше 18 лет приходится 103,40 мужчин.
Средний доход на домохозяйство в округе составлял 25 917 USD, на семью — 31 111 USD. Среднестатистический заработок мужчины был 20 474 USD против 14 531 USD для женщины. Доход на душу населения составлял 13 930 USD. Около 16,70 % семей и 21,50 % общего населения находились ниже черты бедности, в том числе — 27,90 % молодежи (тех, кому ещё не исполнилось 18 лет) и 17,40 % тех, кому было уже больше 65 лет.